# Margit Rahm
Margit Alfhild Augusta Rahm-Dalne, född 21 januari 1906 på Selaön, Ytterselö socken, Södermanlands län, död 20 december 2000 i Grangärde socken, var en svensk målare.
Hon var dotter till godsägaren Knut Sture Arvid Lagergren och Emma Augusta Katarina Hansson och från 1932 till 1948 gift med redaktören Gunnar Rahm i Stockholm och från 1960 gift med lanthandlaren, spelmannen och konstnären Herman Dalne i Norrbo i Grangärde socken. Hon bedrev modellstudier under något år i Stockholm men var i huvudsak självlärd som konstnär. Hon medverkade ett flertal gånger i Sveriges allmänna konstförenings utställningar på Liljevalchs konsthall och i Stockholmssalongen 1958, God konst i alla hem 1944 och 1958 samt i samlingsutställningar arrangerade av Dalarnas konstförening, Bergslagens konstförening och Borlänge konstförening. Under perioden 1950–1980 var Rahm en av Dalarnas mest framstående konstnärer. Hennes konst består av stilleben och landskap utförda i olja eller akvarell samt bokomslag. Rahm är representerad vid länsstyrelsen i Falun, Grängesbergs kommunhus, Grangärde kommunhus och Dalarnas läns landsting. Paret Dalnes konstnärshem, Tuvatorp i Norrbo i Grangärde, förvaltas av en stiftelse och visning sker årligen under Grangärdebygdens vecka och under Dan Anderssonveckan. Makarna Dalne är begravda på Grangärde kyrkogård.